# Jodel DR-1050
Le Jodel DR-1050 Ambassadeur est un avion triplace, monomoteur à ailes basses et à train fixe classique. Sa construction est de type bois-toile.
Il existe 2 versions :
- L'une dotée d'aérofreins permettant de "casser" rapidement la vitesse de la machine
- L'autre dotée de volet hypersustentateurs permettant de voler à basse vitesse

## Histoire
Il a été construit entre 1959 et 1965.

## Crash
Renaud Écalle (3 octobre 2010) avec sa femme et ses deux enfants
(accident non imputable à l'avion ).